# BW Большой Медведицы
BW Большой Медведицы (лат. BW Ursae Majoris) — одиночная переменная звезда в созвездии Большой Медведицы на расстоянии (вычисленном из значения параллакса) приблизительно 44496 световых лет (около 13643 парсека) от Солнца. Видимая звёздная величина звезды — от +17,5m до +16,5m.

## Характеристики
BW Большой Медведицы — пульсирующая переменная звезда типа RR Лиры (RR).